# Habitatge al carrer Francesc Sans Borja, 5 (Ulldecona)
L'Habitatge al carrer Francesc Sans Borja, 5 era un edifici d'Ulldecona (Montsià) inclòs a l'Inventari del Patrimoni Arquitectònic de Catalunya, ja enderrocat.

## Descripció
Era un habitatge entre mitgeres, compost de planta baixa, pis i terrat. La façana era treballada amb arrebossats ornamentals. A la planta baixa s'inscrivien dues portes allindades, una d'elles més gran i amb tarja superior rectangular. En el primer pis hi havia una balconada de peanya amb planta mixtilínia amb la part central convexa i balustrada; també hi havia una segona, més petita, amb llosana semicircular de poca volada i mateix esquema de barana. En el terrat hi havia una balustrada amb el mateix traçat que les dels balcons. L'arrebossat, força senzill, simulava carreus en els emmarcaments de portes i finestres. Al primer pis hi havia un fris de separació entre aquest i el terrat amb decoració a base de motius vegetals, força estilitzats i senzills. L'estat de conservació de la façana era mitjà, i en alguns sectors havia desaparegut l'arrebossat deixant al descobert la maçoneria.

## Història
Pel tipus de decoració utilitzat a la façana i el record que tenen els propietaris de la data de construcció, aquesta degué tenir lloc dintre el primer terç del nostre segle. Tenim notícia (2008) que aquesta casa s'ha refet totalment i ja no queda res de l'original.